# Gomorrah's Season Ends
Gomorrah's Season Ends é o segundo álbum de estúdio da banda Earth Crisis, lançado a 8 de Outubro de 1996.

## Faixas
Todas as faixas por Earth Crisis.
1. "Broken Foundation" – 4:02
2. "Cease to Exist" – 3:54
3. "Gomorrah's Season Ends" – 3:29
4. "Constrict" – 4:18
5. "Names Carved Into Granite" – 7:18
6. "Situation Degenerates" – 2:42
7. "Morality Dictates" – 2:59
8. "Cling to the Edge" – 4:05
9. "Forgiveness Denied" – 4:14

## Créditos
- Karl Buechner - Vocal
- Scott Crouse - Guitarra
- Ian Edwards - Baixo
- Dennis Merrick - Bateria
- Kris Wiechmann - Guitarra